# Разъезд № 42
№ 42 — разъезд (тип населенного пункта) в Сладковском районе Тюменской области России. Входит в состав Маслянского сельского поселения.

## История
До 1917 года входил в состав Рождественской волости Ишимского уезда Тюменской губернии. По данным на 1926 год состоял из 7 хозяйства. В административном отношении входил в состав Новомаслянского сельсовета Сладковского района Ишимского округа Уральской области.

## Население
| 2010 |
| ---- |
| 10   |

По данным переписи 1926 года на разъезде проживало 33 человека (22 мужчины и 11 женщин), в том числе: русские составляли 100 % населения.
Согласно результатам переписи 2002 года, в национальной структуре населения русские составляли 100 % из 14 чел.